# 埃里克·盖里

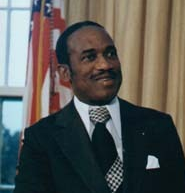
1977年的埃里克·盖里

埃里克·马修·盖里爵士（英語：Eric Matthew Gairy；1922年2月18日—1997年8月23日）是格林纳达的首任总理，从1974年格林纳达独立起担任总理，直至1979年被新宝石运动发动的政变推翻。盖里还曾在格林纳达独立前担任政府首脑，1961年—1962年任首席部长，1967年—1974年任总理。盖里执政期间，格林纳达内乱不止，政治环境高度紧张，盖里政府的秘密警察组织“猫鼬帮”不断恐吓反对者。